# NGC 449
NGC 449 (другие обозначения — MCG 5-4-9, IRAS01133+3249, Mrk 1, KUG 0113+328A, ZWG 502.18, PGC 4587) — спиральная галактика (Sb) в созвездии Рыбы. Открыта Эдуардом Жан-Мари Стефаном в 1881 году с помощью рефракторного телескопа в Марселе вместе с двумя другими объектами: NGC 451 и NGC 453, причем координаты были им определены с микрометрической точностью. Описывается Дрейером как «очень тусклый, очень маленький, круглый объект с немного более яркой серединой, также видна очень тусклая звезда».
В «Каталоге галактик и скоплений галактик» (Catalogue of galaxies and of clusters of galaxies — CGCG) была допущена ошибка, и эта галактика была отмечена как NGC 447.
Эта галактика является галактикой Маркаряна и вместе с NGC 447 и NGC 451 образует группу галактик (в составе NGC 507), причём с NGC 451 наблюдается значительное приливное взаимодействие. Также в этой галактике наблюдается, вероятно, мазерное излучение молекул воды.
Этот объект входит в число перечисленных в оригинальной редакции «Нового общего каталога».